# مصالحه و رضایت
در اقتصاد و تجارت، هنگامی که یکی از طرفین یک قرارداد کلیه تعهدات خود را انجام داده ممکن است موافقت کند که طرف دیگر از تعهداتش مبری شود. این موافقت ممکن است تحت سند رسمی جدید تنظیم شود یا با دریافت چیز دیگری در عوض آن صورت بگیرد. چنانچه موافقت براساس دریافت عوض صورت گیرد آن را مصالحه و رضایت می‌گویند.
به طور مثال در جنایات عمدی، شبه عمدی و خطای محض، طرفین میتوانند به نحوی دیگر توافق و مصالحه نمایند.